# أحمد رعاية شاه
السلطان أحمد رعاية شاه خليفة المؤمنين بن السلطان عبد الجليل معظم شاه (1752-1770) هو السلطان الرابع عشر من سلاطين جوهر وفهغ ورياو ولينقا وتوابعهما، حكم من 1761 إلى 1770.
وهو الابن الأكبر لسلطان جوهر الثالث عشر عبد الجليل المعظم شاه من زوجته الثانية تينغكو بوتيه بنتي داينج تشيلاك الابنة الثالثة ليامتوان مودا أمير رياو، تولى العرش بعد وفاة والده في 29 يناير 1761. وتُوِّج في فبراير 1761 في سن التاسعة من عمره، وحكم أحمد رعاية شاه تحت مجلس وصاية من البوقس. وتوفي بالسم في عام 1770، يُعتقد أن رئيس مجلس الوصاية قام بتسميمه في بولانغ، ودفن في باتانغان.
وقد خلفه شقيقه الأصغر محمود شاه الثالث.